# Phùng Quang Thanh
Phùng Quang Thanh (Thạch Đà, 2 de febrero de 1949-Hanói, 11 de septiembre de 2021), fue un militar vietnamita y ministro de Defensa de Vietnam entre 2006 y 2016. 

## Biografía

### Primeros años y educación
Phùng Quang Thanh, nació el 2 de febrero de 1955 en el municipio de Thạch Đà, Mê Linh, Hanói.  
Realizó estudios en la Academia Militar de Vietnam y en la Academia Militar del Estado Mayor General de las Fuerzas Armadas de Rusia. 

### Carrera profesional
Fue oficial del Ejército Popular de Vietnam, en el cual se enlistó en 1969. Luchó en varias batallas durante la Guerra de Vietnam y fue honrado con el título de Héroe de las Fuerzas Armadas Populares en 1971 a la edad de 22 años. En 2007 recibió el grado de general.

### Carrera política
Fue miembro del Politburó del Partido Comunista de Vietnam. 
En junio de 2006 fue nombrado ministro de Defensa, sucediendo al General Phạm Văn Trà.

## Fallecimiento
El 11 de septiembre de 2021 falleció en su casa de Hanói luego de una larga enfermedad.